# Frédéric Neveu Mistral
Frédéric Neveu Mistral (* 21. November 1893 in Maillane; † 23. Oktober 1968 ebenda) war ein französischer Romanist und Provenzalist, Mitglied des Félibrige.

## Leben und Werk
Frédéric Marie Estévenin Stercutius Mistral war der Neffe (frz. neveu) von Frédéric Mistral (als Frédéric Mistral Neveu oder Frédéric Neveu Mistral von seinem Onkel unterschieden). Er war Anwalt in Avignon, sowie Provenzalischlehrer. 1934 wurde er Majoral (Akademiemitglied) des Félibrige, von 1941 bis 1956 war er dessen Vorsitzender (Capoulié).

## Werke
- La grande pitié des chaires de Langue d'Oc en France, in: Mercure de France 1. März 1925, S. 372–392
- (mit Charles Maurras, Joseph d’Arbaud und Louis Pize) La Provence, Lyon 1925
- Un poète bilingue. Adolphe Dumas 1806-1861. Ses relations avec les romantiques et avec les félibres, Paris 1927, Aix-en-Provence 1932
- Et nous verrons Berre. Pages de doctrine et de critique félibréennes, Aix 1928
- Gloses sur Maillane et Mistral, Paris 1930
- Un petit Romantique. Adolphe Dumas (1806–1861), in: Mercure de France 1931, S. 379–386
- (Mitarbeiter) Aspects de Mistral. L'homme. Le poète. Le philologue. Le sage. Le politique, Marseille 1931
- Les contes du Mas, Aix 1935 (zweisprachig)
- Autour de la renaissance provençale. Jean Brunet. Lettres inédites de Théodore Aubanel, Aix-en-Provence 1936
- (Hrsg.) Correspondance de Frédéric Mistral et Adolphe Dumas 1856-1861, Aix 1959
- (Mitarbeiter) Le poème du Rhône. Lectures mistraliennes, Cavaillon 1965